# Kościół parafialny w Podgórkach
Kościół parafialny w Podgórkach – ruina zabytkowego kościoła w miejscowości Podgórki (województwo dolnośląskie).
Kościół zbudowany w XIII w., przebudowany w XVI w. Przy kościele nieczynny zabytkowy cmentarz. Na ocalałym murze kościoła dwa epitafia z początku XVII w. małżonków z herbami szlacheckimi:
- Georga Heinricha Zedlitz[3]: 
  - rodowymi po lewej stronie, von: Zedlitz, Zedlitz, Rödern, Bock.
  - matczynymi po prawej stronie, von: Schindel, Niempsch, Tscheschaw, Seidlitz[3].
- Hedwig  von Zedlitz zd. von Rödern[4]:
  - rodowymi po lewej stronie, von: Rödern, Rödern, Tobel, Schafgotsch (współcześnie).
  - matczynymi po prawej stronie, von: Logau, Tscheschaw, Schwetling, Schreibersdorf[5].

a wewnątrz wieży:
- Bernharda von Zedlitz (zm. 1616)[4].

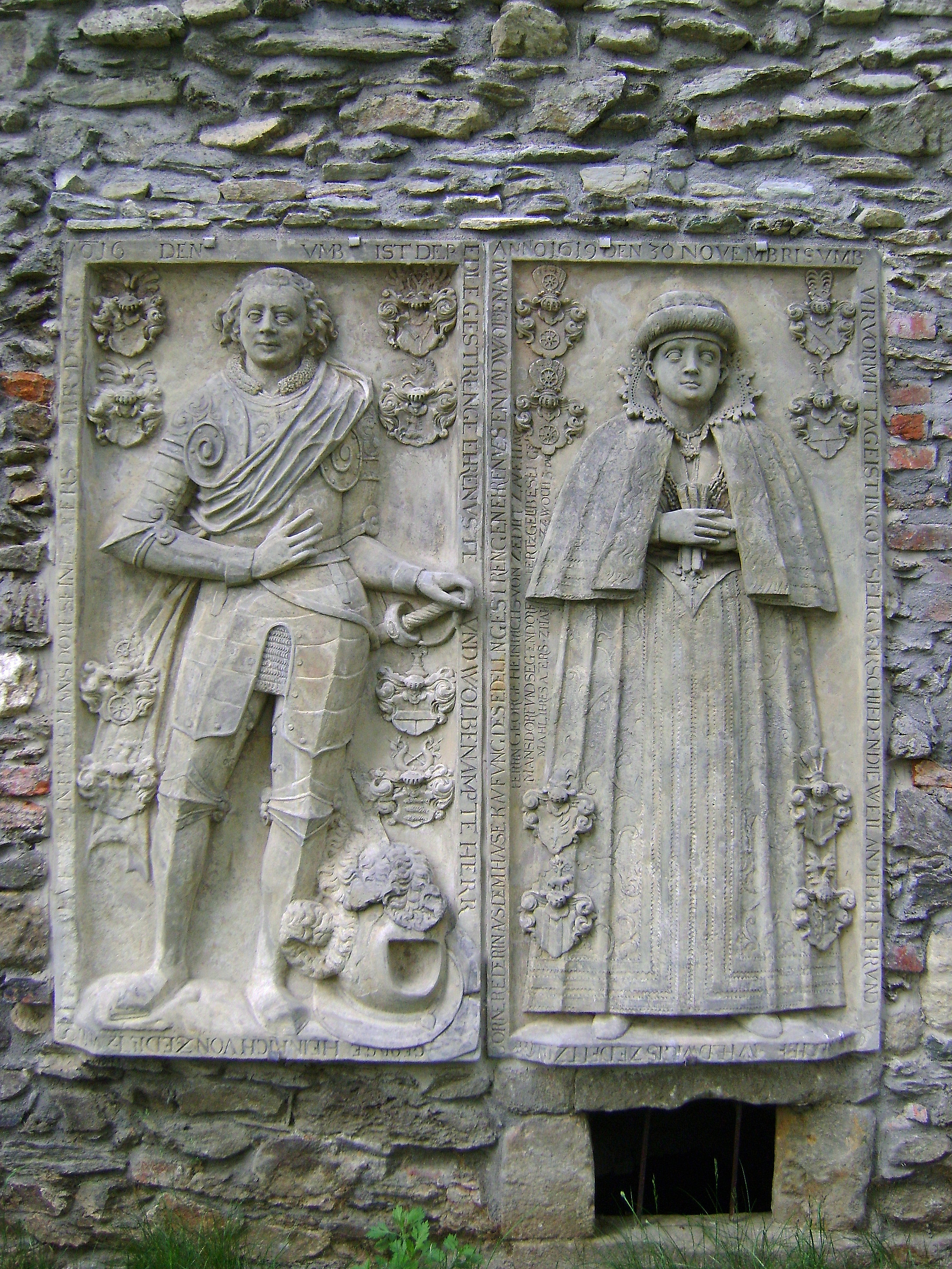
Epitafia